# Januar 1918
Portal Geschichte | Portal Biografien | Aktuelle Ereignisse | Jahreskalender | Tagesartikel

◄ |
19. Jahrhundert |
20. Jahrhundert
| 21. Jahrhundert

◄ |
1880er |
1890er |
1900er |
1910er
| 1920er | 1930er | 1940er | ►

◄ |
1914 |
1915 |
1916 |
1917 |
1918
| 1919 | 1920 | 1921 | 1922 | ►

◄ |
Oktober 1917 |
November 1917 |
Dezember 1917 |
Januar 1918 |
Februar 1918 |
März 1918 |
April 1918 |
►
Dieser Artikel behandelt tagesbezogene Nachrichten und Ereignisse im Januar 1918.
Im Monat fortlaufend: der Erste Weltkrieg; auch im Januar 1918 setzt sich die Wirtschaftskrise der letzten Kriegsmonate fort.

## Tagesgeschehen

### Freitag, 4. Januar 1918
- Großbritannien: Das englische Hospitalschiff "Rewa" sinkt im Bristolkanal, wahrscheinlich durch Auflaufen auf eine Mine.
- Namibia: Der Forschungsreisende Reinhard Maack entdeckt im Brandbergmassiv die mindestens 2000 Jahre alte Felszeichnung Weiße Dame.

### Dienstag, 8. Januar 1918
- Washington, D.C.: US-Präsident Woodrow Wilson legt ein Vierzehn-Punkte-Programm zur Herbeiführung eines allgemeinen Friedens vor.

### Donnerstag, 10. Januar 1918
- Kaiser Wilhelm II. nimmt im Schloss Bellevue zusammen mit den Sprachwissenschaftler Wilhelm Doegen seine Balkonrede vom 6. August 1914 auf.[1]

Gestorben:
- Konstantin Jireček, tschechischer Politiker, Diplomat, Historiker und Slawist (* 1854)
- August Oetker, Erfinder des gebrauchsfähigen Backpulvers (* 1862)

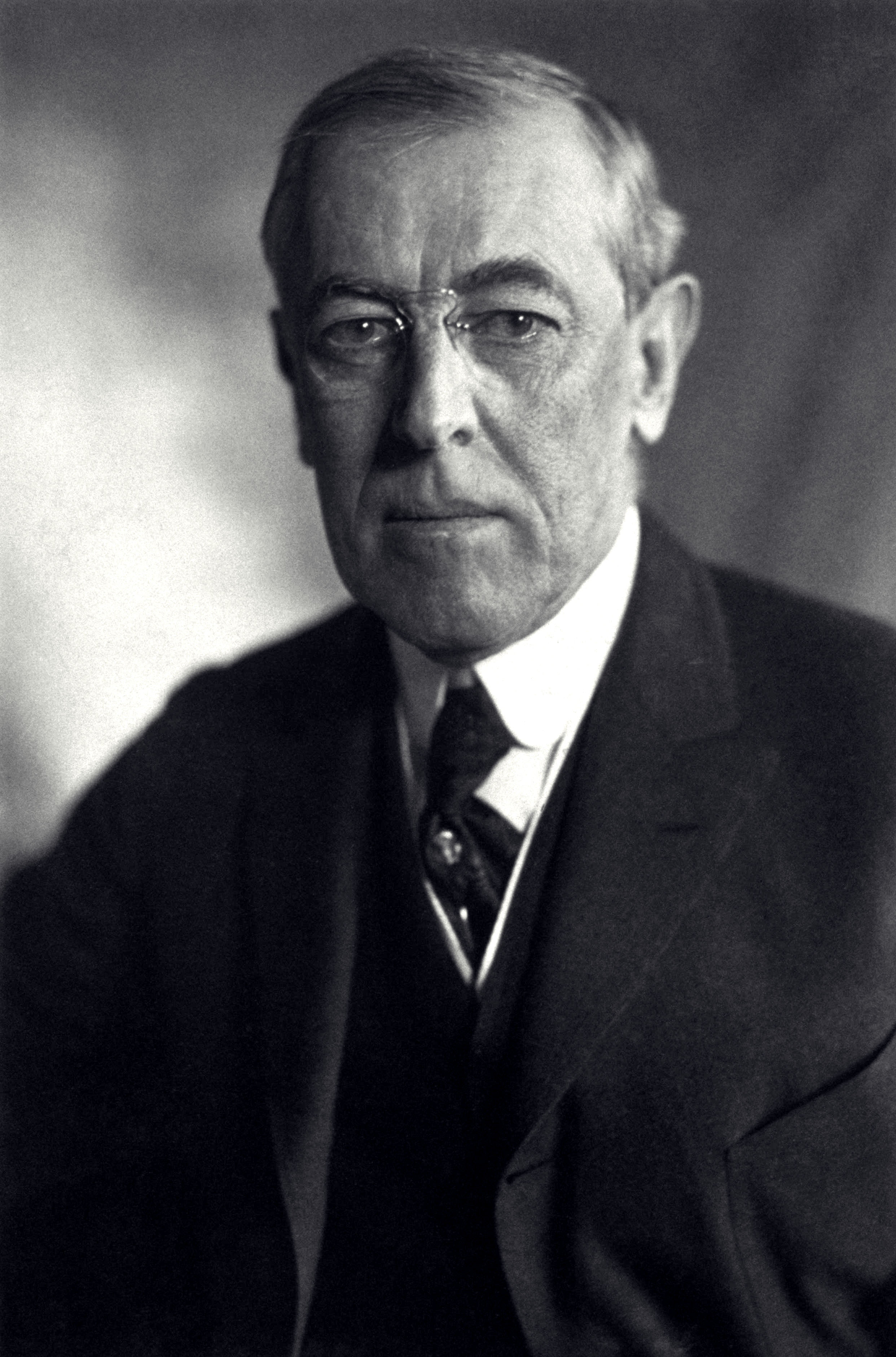
Woodrow Wilson

### Samstag, 12. Januar 1918
Gestorben:
- Ottmar Ritter von Angerer, deutscher Chirurg (* 1850)

Geboren:
- 12. Januar: Julio Gutiérrez, kubanischer Komponist, Dirigent und Pianist († 1990)

### Montag, 14. Januar 1918
- Karlsruhe: Fliegerangriff
- Nordsee: Streifzug leichter deutscher Seestreitkräfte in der südlichen Nordsee bis nördlich der Themsemündung, ohne Feindberührung

und folgende Tage
- Österreich: Höhepunkt der dortigen Jännerstreiks

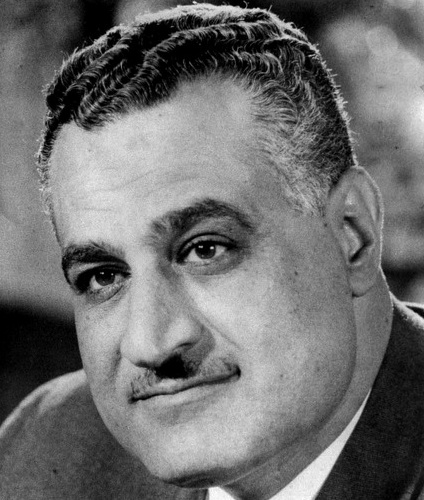
Gamal A. Nasser

### Dienstag, 15. Januar 1918
Geboren:
- David George Kendall, britischer Mathematiker und Statistiker († 2007)
- 15. Januar: Gamal Abdel Nasser, ägyptischer Berufssoldat, Politiker († 1970)

### Samstag, 19. Januar 1918
- Themse: Das englische Schulschiff "Warspite" verbrennt
- St. Petersburg: Dekret über die Auflösung der Konstituierenden Versammlung – sie wird durch die bolschewistische Regierung mit Gewalt aufgelöst (evtl. das Ende des Februarrevolution)

### Sonntag, 20. Januar 1918
- Istanbul: Vorstoß der türkischen Kreuzer "Sultan Javus Selim" (früher "Goeben") und "Midilli" (früher "Breslau") gegen Imbros (heute Gökçeada). Die englischen Monitore "Raglan" und "M 28" werden vernichtet, die "Midilli" sinkt (Minentreffer), die "Sultan J. S." kommt auf der Rückfahrt in der Enge von Nagara vorübergehend leicht fest.

### Montag, 21. Januar 1918
- Nordsee: Die deutschen Minenboote "A 73" und "A 77" werden durch Minen vernichtet.
- Mittelmeer: Der englische Hilfskreuzer "Louvain" wird im östlichen Mittelmeer torpediert.

Gestorben:
Emil Jellinek-Mercédès, Erfinder des Markennamens „Mercedes“ (Autos), Genf (* 1853)

### Dienstag, 22. Januar 1918
- Ukraine: Mychajlo Hruschewskyj, Historiker und Politiker ruft die erste autonome Republik aus. Das Land wird eine selbstständige Volksrepublik: Ukrajinska Narodnja Respublika (UNR).

### Mittwoch, 23. Januar 1918
Geboren:
- Gertrude Belle Elion, US-amerikanische Wissenschaftlerin und Nobelpreisträgerin für Medizin († 1999)

Gestorben: Johannes Justus Rein, deutscher Geograph (* 1835)

### Donnerstag, 24. Januar 1918
- Berlin/Wien: Das Deutsche Reich und Österreich-Ungarn lehnen Wilsons Vierzehn-Punkte-Programm ab
- Der französische Hilfskreuzer "Corse" wird versenkt

### Samstag, 26. Januar 1918
- Irland: Der englische Cunard-Dampfer "Andania" wird auf der Ausreise unweit der irischen Küste torpediert. Alle Insassen werden gerettet.

Geboren:
- Nicolae Ceaușescu, Politiker und Staatspräsident Rumäniens (1989)
- Mala Zimetbaum, jüdische Widerstandskämpferin, ermordet im KZ Auschwitz-Birkenau (1944)

Gestorben:
- Ludwig Edinger, deutscher Neurologe (* 1855)

### Sonntag, 27. Januar 1918
- Helsinki: Der Finnische Bürgerkrieg beginnt mit der Besetzung der wichtigsten Gebäude durch Rote Garden.

Gestorben:
- Charles William Fulton, US-amerikanischer Politiker (* 1853)

### Montag, 28. Januar 1918
- Deutschland: Januarstreik – Massenstreiks gegen den Weltkrieg und seine Auswirkungen (in Berlin und anderen dt. Städten, bei denen von der deutschen Verhandlungskommission ein rascher Friedensschluss in Brest-Litowsk »ohne Annexionen und Kontributionen«, ein demokratisches Wahlrecht sowie eine bessere Lebensmittelversorgung und anderes gefordert werden). Aufruf durch die Revolutionären Obleute. In den Rüstungsbetrieben Berlins und Umgebung beteiligen sich bereits am ersten Tag 100.000 Arbeiter.

### Mittwoch, 30. Januar 1918
- Der englische Transportdampfer "Minnetonka" (13 528 Tonnen) wird versenkt[2]
- Paris: Erster planmäßiger Luftangriff in der Nacht zum 31. 1. (angegebener Grund: zur Vergeltung feindlicher Fliegerangriffe auf offene deutsche Städte außerhalb des Operationsgebietes)[3]

Gestorben:
- William Hughes, US-amerikanischer Politiker (* 1872)

### Donnerstag, 31. Januar 1918

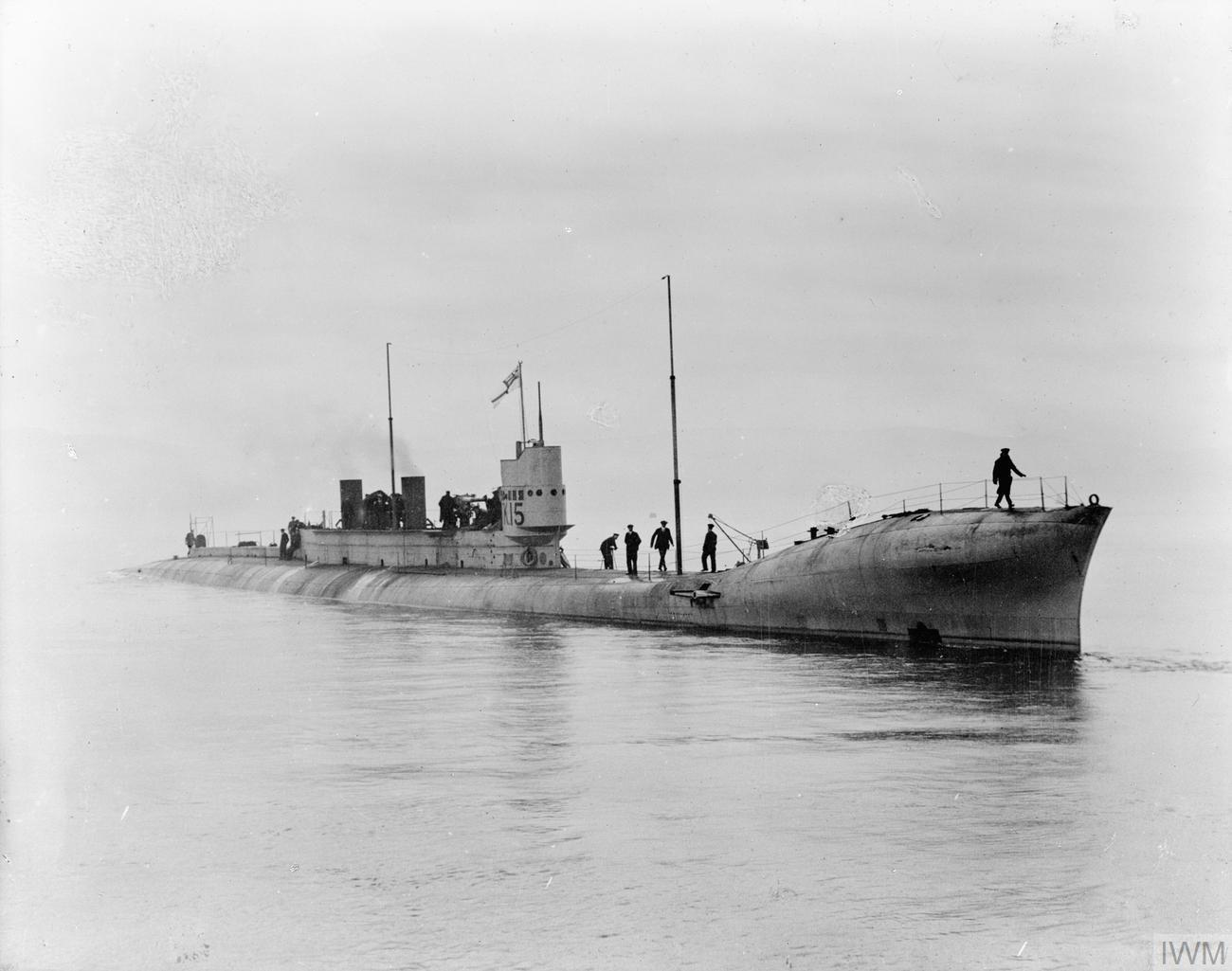
U-Boot der K-Klasse

- Firth of Forth/Großbritannien: Bei der Schlacht bei der Insel May kollidieren mehrere U-Boote der K-Klasse untereinander und mit Überwasserschiffen, wobei über hundert Seeleute den Tod finden, zwei Unterseeboote sinken und mehrere Unter- und Überwasserkriegsschiffe beschädigt werden.

Geboren:
- Karl Emerich Krämer, deutscher Schriftsteller († 1987)

Gestorben:
- Johann Puluj, ukrainischer Physiker (* 1845)